# Đoạn đường để nhớ
A Walk to Remember là một cuốn tiểu thuyết của nhà văn Mỹ Nicholas Sparks, phát hành vào tháng 11 năm 1999. Cuốn tiểu thuyết, thiết lập vào năm 1958-59 ở Beaufort, Bắc Carolina, là một câu chuyện về hai thiếu niên rơi vào tình yêu với nhau bất chấp sự khác biệt về tính cách của họ. A Walk to Remember được chuyển thể trong bộ phim cùng tên.

## Ra đời
Sparks viết bản thảo cuốn tiểu thuyết "Đoạn đường để nhớ" - cuốn tiểu thuyết thứ ba của ông ấy, vào mùa hè năm 1999. Ông viết cuốn tiểu thuyết ở Bắc Carolina, cũng là nơi bối cảnh của cuốn tiểu thuyết.
Cũng giống như cuốn tiểu thuyết xuất bản đầu tiên của ông "Cuốn sổ tay" đoạn mở đầu của tiểu thuyết được viết sau cùng. Tiêu đề "đoạn đường để nhớ" được lấy từ một trong những trang cuối của cuốn tiểu thuyết "trong mỗi đoạn đường, đều có một đoạn đường để nhớ. Tiểu thuyết được kể ở ngôi thứ nhất và người kể chuyện là một cậu bé 17 tuổi sống vào những năm 1950.
Cuốn tiểu thuyết được lấy cảm hứng bởi chị của Sparks - Danielle Sparks Lewis, sau này chết bởi ung thư vào năm 2000. Phần lớn câu chuyện là hư cấu trong khi có một phần câu chuyện dựa trên những kinh nghiệm thực tế. Ví dụ, chị gái của anh ấy, cũng như Jamie, chưa bao giờ nổi tiếng ở trường và luôn luôn mặc một cái áo len xấu xí. và cũng như Jamie, cô luôn luôn mang kinh thánh bên mình khi đi bất kỳ đâu. 
Chồng của chị gái Sparks cầu hôn bất chấp bệnh tật của cô ấy. Sau cái chết của cô, Sparks nói trong bài điếu văn "Tôi viết cuốn sách này không chỉ để bạn có thể biết về chị gái tôi, mà còn để bạn biết những điều tuyệt vời mà chồng chị gái tôi đã làm cho cô ấy"

## Tóm tắt cốt truyện
Câu chuyện mở đầu với Landon Carter ở tuổi 57. Phần còn lại của câu chuyện diễn ra khi Landon 17 tuổi tại trường trung học. Ông sống tại một thành phố nhở, thị trấn tôn giáo của Beaufort, Bắc Carolina. Cha ông vui tính và là một nghị sĩ gương mẫu.
Có một vài sự căng thẳng giữa cha và Landon khi mà cha Landon sống tại Washington DC. 